# 查帕雷出血热
查帕雷出血热是一种于2003年在玻利维亚被发现并命名的查帕雷哺乳类沙粒病毒引发的病毒性出血热。2020年11月，该病毒被证明可以人传人。新闻有报导援引美国CDC称查帕雷病毒与埃博拉病毒属一类，可人传人，引起出血热。但从病毒分类学来看，前者来自布尼亚病毒目沙粒病毒科而后者来自单分子负链RNA病毒目丝状病毒科。

## 疫情爆发
- 2003年：玻利維亞图纳里村市Samuzabeti村爆发
- 2019年：玻利維亞卡拉纳维爆发